# Magnus Pereswetoff-Morath
Carl Fredrik Ivan Magnus Pereswetoff-Morath, född 8 maj 1921, är en svensk militär och tidigare generalsekreterare i Sveriges Civilförsvarsförbund.

## Biografi
Pereswetoff-Morath blev 1945 löjtnant och 1953 kapten vid Kungliga Livgrenadjärregementet samt sedermera major. 1961 tillförordnades han som förste byrådirektör vid Kungliga Civilförsvarsstyrelsen och 1974–1982 var han generalsekreterare i Sveriges Civilförsvarsförbund.  Efter pensionering studerade han vid Stockholms universitet och genomförde forskarutbildning i musikvetenskap 1986–1990.

## Familj
Pereswetoff-Morath är en av fyra söner till överstelöjtnanten Carl-Magnus Pereswetoff-Morath (1896–1975) och dennes hustru Jane Gyllensvärd (1897–1946). Han har fem barn i sina två äktenskap.
En brorson till honom är slavisten Alexander Pereswetoff-Morath.

## Utmärkelser
- Riddare av Kungliga Svärdsorden[5]
- Sveriges Civilförsvarsförbunds förtjänsttecken[5]